# 湖心亭 (臺中市)
湖心亭，曾名中正亭，是位於臺灣臺中市北區台中公園日月湖湖中島上的亭樓，為1908年為紀念縱貫線全線通車興建，今列臺中市市定古蹟，被視作臺中意象的代表，如門牌、公車票、臺中市政府府徽等。

## 建築由來

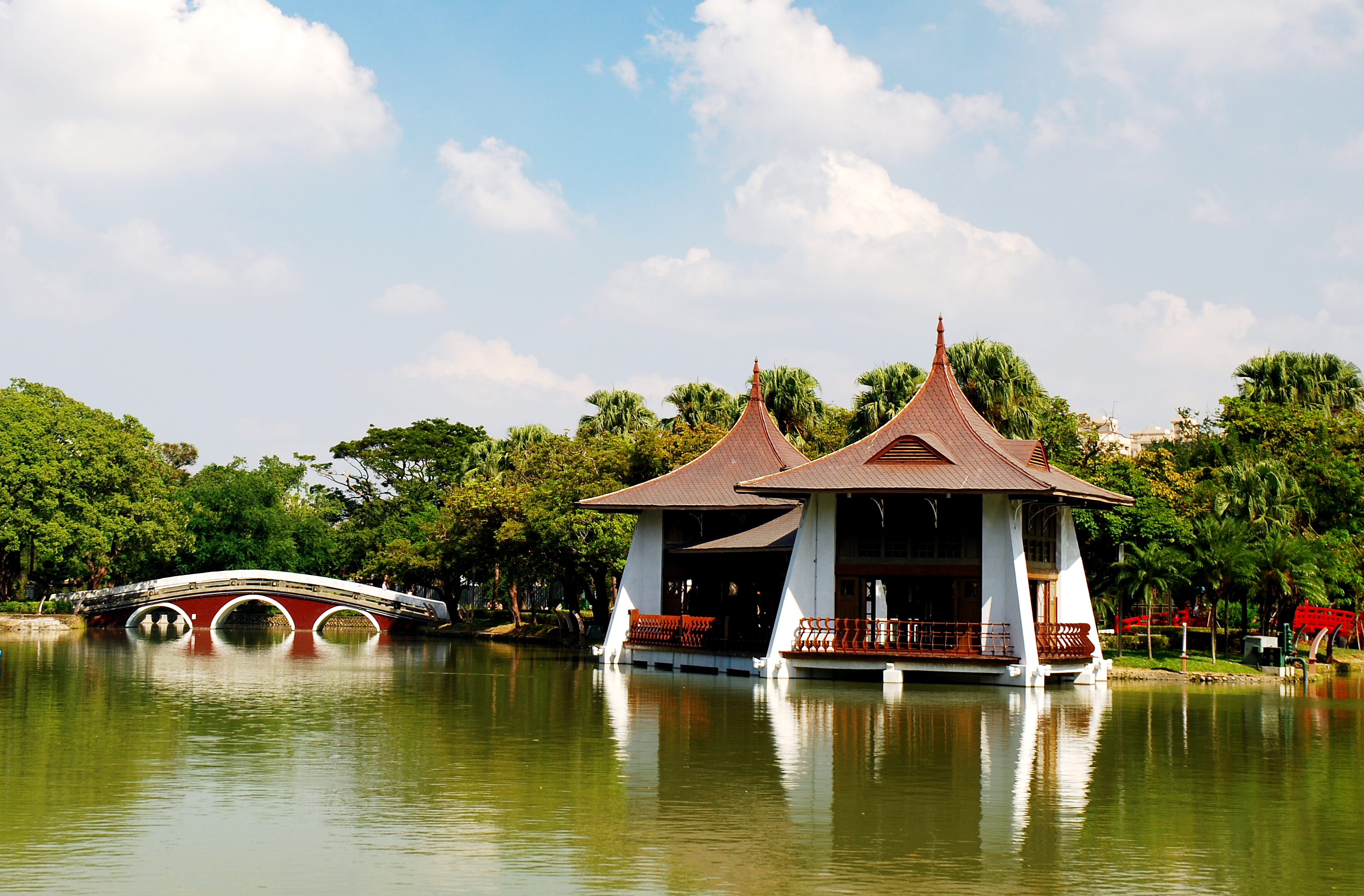
2008年湖心亭與連接湖畔之拱橋

湖心亭原是為配合閑院宮載仁親王在1908年10月舉行縱貫線全線通車典禮，在台中公園日月湖所建的御休憩所，屬臨時建築，最初為石綿瓦材質。載仁親王在該年10月24日來到後，因日本親貴的宣傳，臺中公園聲名大噪，連皇太孫裕仁都想來此。湖心亭也因被指定為永久紀念物，而改鋪銅瓦。台中廳為迎合裕仁日後前來，特地於該年11月請建築商櫻井組以兩個月時間改建。
湖心亭建築為雙併式尖頂涼亭，為雙亭格局中央以通廊連接。屋頂尖端以四脊圓弧交叉，內部平台樑柱以木架為主結構。當時下令興建的為台中廳長的佐藤謙太郎，其外孫就是日後成為臺中縣縣長的廖了以。因是皇族休憩用途，一般民眾根本無法靠近，直到1914年才開放給市民參觀。建好後15年，臺灣行啟，裕仁才坐馬車前來，並在附近種樹紀念，以及讚賞美麗，祝福此亭子永垂不朽。

## 旅行景點

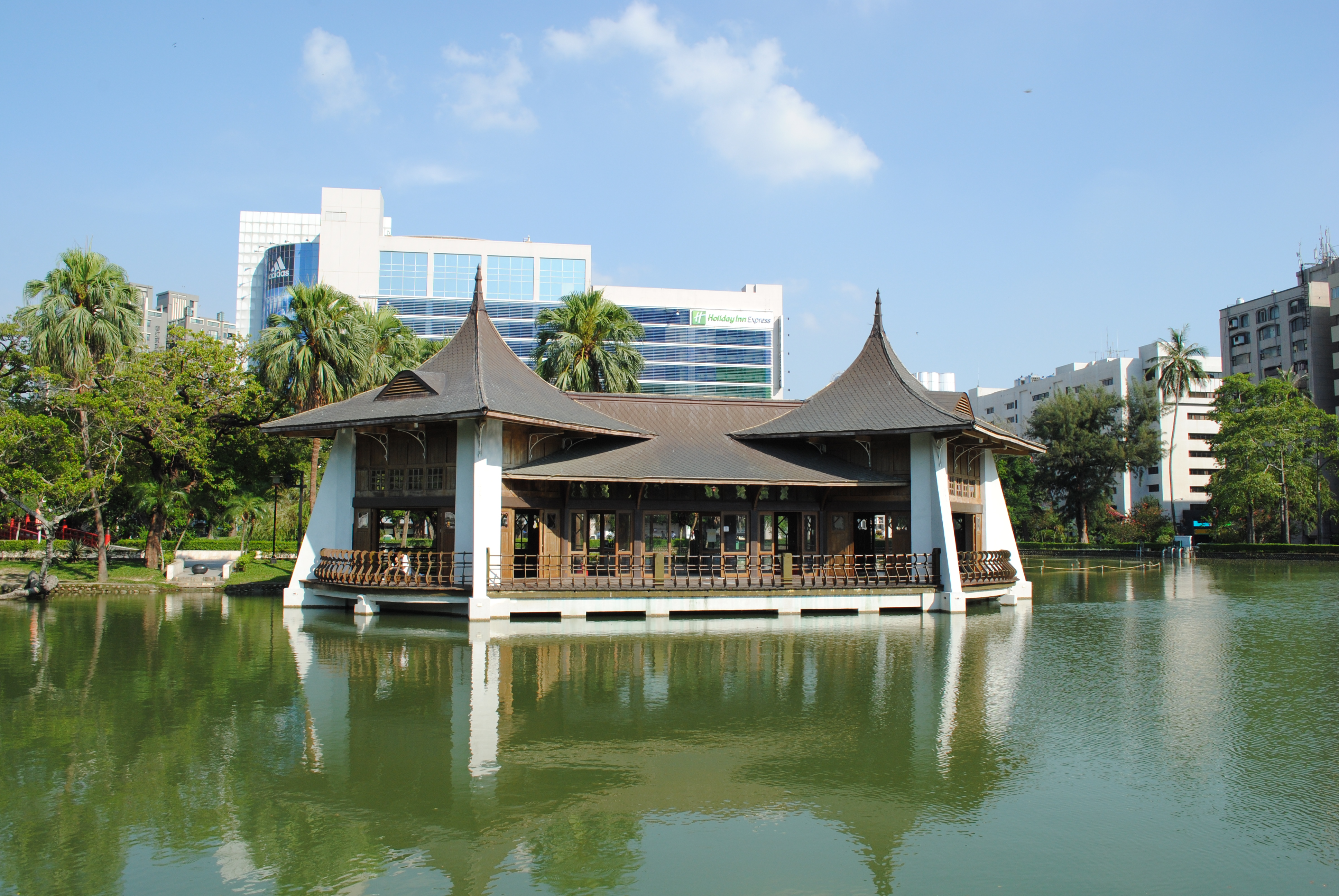
2013年湖心亭

在觀念保守的二十世紀中葉，情侶們會划著小船圍繞湖心亭談情說愛，也有許多攝影師以此招攬遊客作背景。吳伯雄就投稿1964年12月1日他與妻子蜜月來此旅行的回憶。因休假時數過短而無法趕回家中的成功嶺大專兵，也會選擇湖心亭作為休假場所。
戰後時期，湖心亭被改名「中正亭」，直到1999年9月8日由時任台中市長張溫鷹正名。
2003年10月26日到28日間，為慶祝台中公園百周年，台中郵局推出各以湖心亭、望月亭、更樓為圖的紀念封，每日贈一封。這三張紀念封可連結在一起，成了角度180度的台中公園景色。
2008年，台中市政府新聞局為慶祝建亭百年特地舉行徵文活動時，連吳伯雄都參加。10月17日，縱貫鐵路全通百年紀念日，市府邀請和「湖心亭」同音、六歲女童胡心婷前來。
2011年，雅虎奇摩為慶祝中華民國建國百年，舉行名為「幸福100」系列的網路票選活動，其中百年景點由湖心亭獲選為亞軍，僅次於安平古堡。

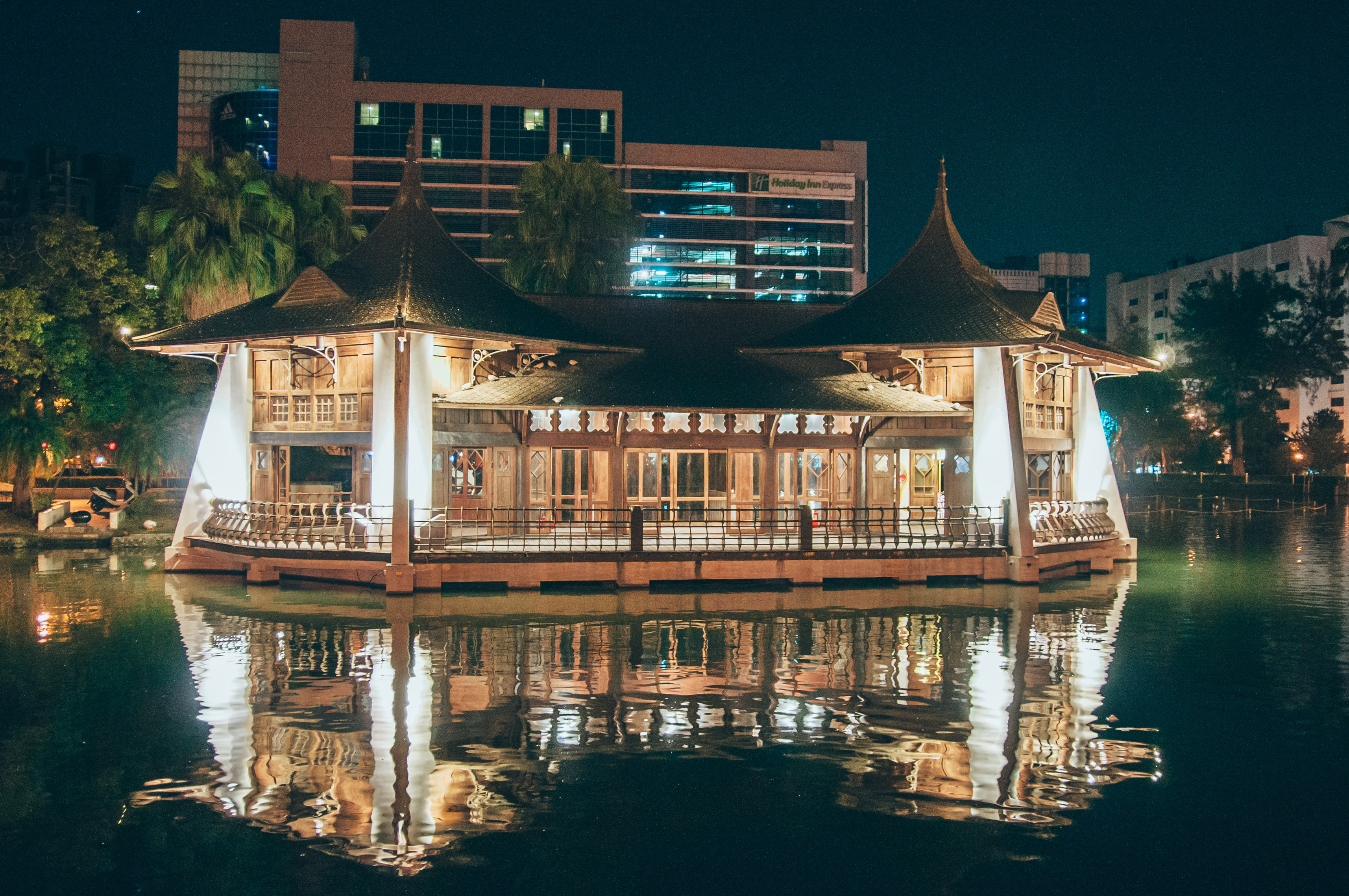
2014年夜景

台中公園駐在所值班台，有提供湖心亭紀念戳章。

## 地方意象

### 市旗
2003年，台中市政府新聞局為宣傳強化都市行銷，以像素300 x 400與長寬9×12公分為限，公開徵選新市旗。6月13日，遴選委員從880件投稿作品中選出十件入圍作品，讓市民從6月16日到7月13日至市府網站票選。途中，發生網路灌票，於6月19日緊急關閉一天。7月30日，審查委員會指出這些作品代表性不足，優勝作品從缺，只發給佳作獎和創意獎。
以橘紅、橘、淡綠、淡藍勾勒湖心亭標誌的台中市府府徽，因有作府旗，被市民誤會是市旗。這圖形是嶺東科技大學與利洛公關公司設計，當初2007年8月1日在市府大樓中庭公開亮相。

2011年，台中縣市合併後，因直接沿用原先的台中市省轄市的市旗，被市議員謝志忠、何欣純抱怨不尊重原台中縣地區。2016年，市長林佳龍以已縣市合併、來2018年臺中世界花卉博覽會的外國觀光客看不懂中文為由，開放民眾設計新的台中市旗。2017年1月1日到14日開放市民以每人10票從891件票選，其中包括原先市旗，2月2日至8日第二階段投票。初選33,335人，總票數114,616票。最後，由曾獲臺中市政府衛生局食安標誌圖騰競賽經專家評選第一名的明台高中室內設計科教師張文諺獲選，其作品除有湖心亭，涵蓋山、海、屯、市圖像外，還有漢字的「中」與英文TAICHUNG融入。第二階段決選12,502人參與，除以2,961票的張文諺外，亞軍盧韋延，季軍楊雅智。但選出8個月後，市府依然沒有採用，引起民進黨議員鄭功進、邱素貞、李天生、翁美春、劉淑蘭、何敏誠、張芬郁等質疑。2019年6月19日，臺中市政府新聞局局長吳皇昇回應議員羅廷瑋質詢時說，市府未訂定市旗設計規範，徵選新市旗「純粹只是一個活動」。

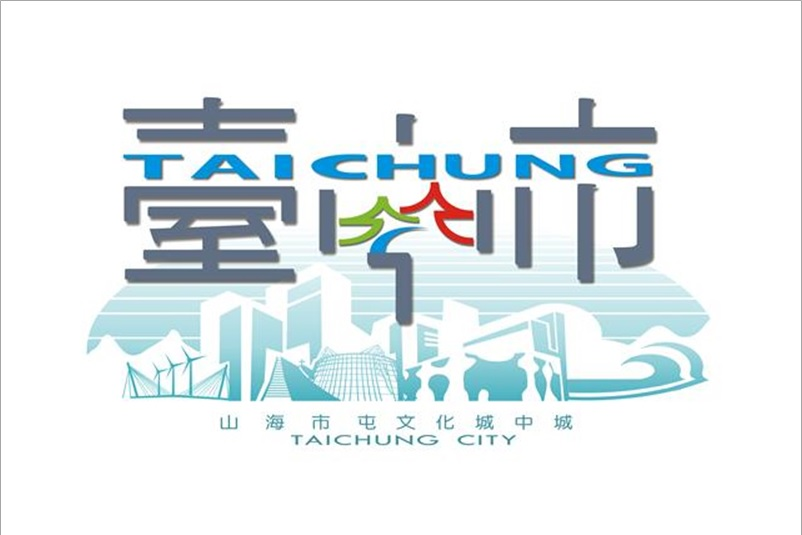
張文諺設計市旗

### 其他
2000年，台中元宵燈會，由阿水獅豬腳大王出資60萬元，在台中火車站架起以湖心亭為造型的主題燈。
台中市政府於2003年時新廣設的公車亭，為柏泓媒體設計，採用湖心亭造型。中華郵政於該年10月28日發行的台灣風景郵票，一套四張，其中台中市為朱紅屋簷、雪白亭牆的湖心亭，其他的是宜蘭冬山河、田寮月世界、成功三仙台。
2004年7月20日，台中市政府教育局頒發的立案補習班合格標章，由台中市補習教育事業協會、台中市輔助教育協會共同設計，由四種顏色組成，紅色是湖心亭、綠色為科學儀器圖、藍色是電腦資訊圖、黃色有防偽字樣。同年8月4日起，臺中e卡通首批發售的公車電子票證，插圖為湖心亭。
2005年2月間，台中市環境保護局為提供路燈旗供業者使用，請民眾上網票選喜愛的樣式；結果3136票中，以湖心亭最受青睞，得票率為31.5%。
2008年3月，市府全面換新門牌時，門牌有湖心亭圖樣。2013年，台中縣市合併後換發的新門牌，依然有湖心亭。
2023年在臺中中央公園登場的雙十國慶煙火，以無人機的表演台中市的特色景點、特產及台中的稀有動物等，有湖心亭、 珍珠奶茶等。

## 古蹟維護

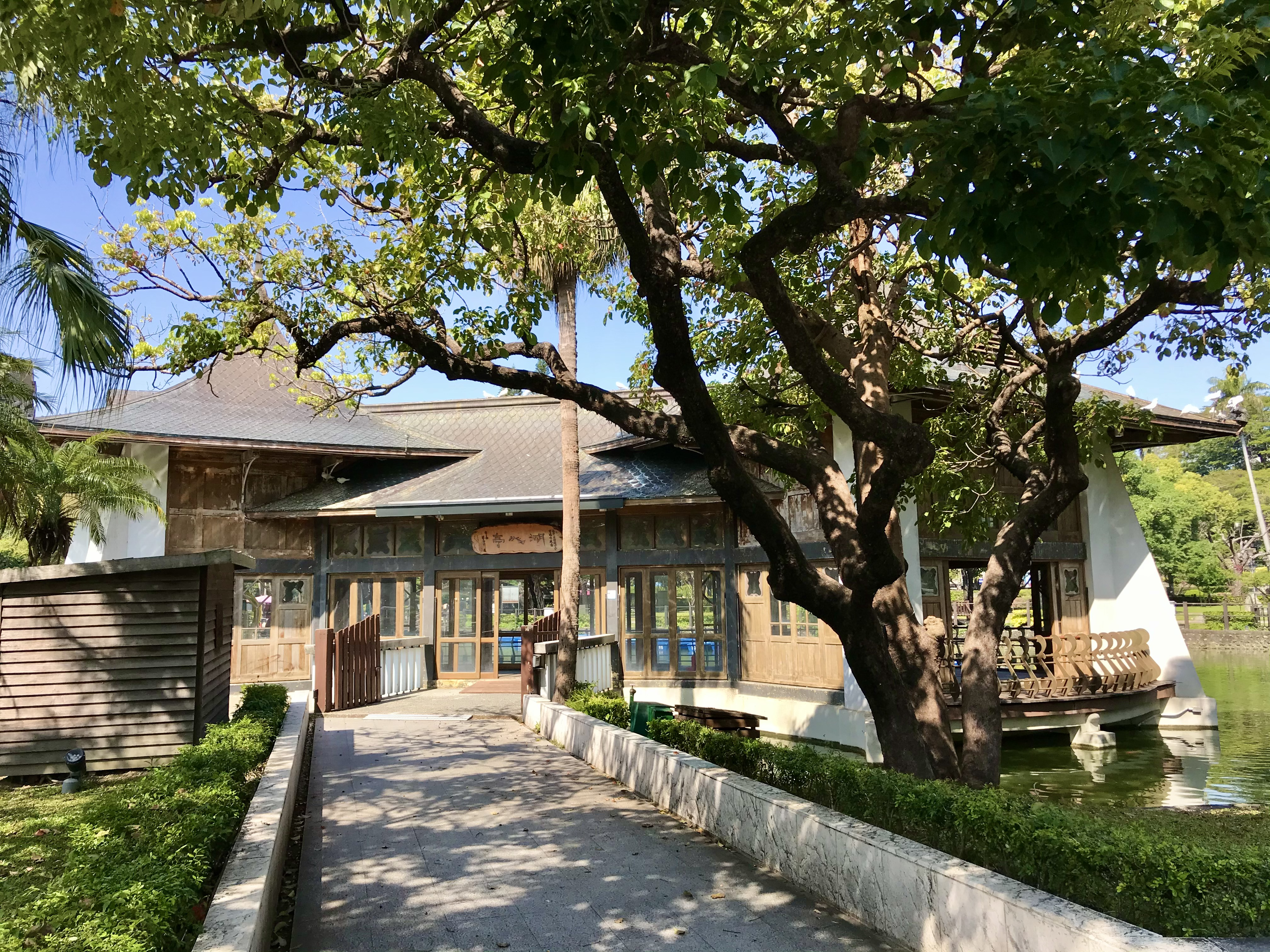
2022年將修復時

1985年春整修時，湖心亭改為鐵皮瓦，並漆上防鏽蝕的紅漆。
1999年4月17日，湖心亭由台中市政府公告指定為市定古蹟。當年，湖心亭和積善樓同成為省轄市時期臺中市最早登錄的市定古蹟。
2001年，行政院九二一震災災後重建推動委員會補助新台幣100萬先進行古蹟維修調查規劃研究。2006年11月27日封閉開始整建，次年3月20日在旁築堤抽水以修復基樁，為全臺灣第一座在水中修復的古蹟案例。此次修護遵循洪敏麟昔日回憶，將湖心亭回復了銅瓦原貌。2007年10月19日，九九重陽節，舉行修復完工典禮時，市長胡志強特地邀佐藤謙太郎女兒廖節等親屬前來。
2020年5月27日，市議員陳文政在議會質詢文化局長張大春，表示對湖心亭已地板斷裂凸起、陳年鳥糞堆積多年、整棟多處斑駁，擔心影響結構。後以中央補助464萬元、市府自編464萬作修繕。2022年8月15日開工時，文化局長陳佳君、市議員陳文政、陳政顯、賴佳微、張彥彤、黃守達、劉士州，北區公所區長江惠雯、北區新興里里長曹中萍、第二分局台中公園派出所長吳政和等參與。為防鳥類排泄物造成木構造腐朽，屋頂加裝不銹鋼防鳥鋼索、屋簷下加裝防鳥針等設計。此次維修相關單位有大木匠師葉俊源、郭俊沛建築師事務所、慶仁營造。2023年5月底，修復完工，重新開放。